# 绒毛高原芥
绒毛高原芥（学名：Christolea lanuginosa）为十字花科高原芥属的植物。分布于克什米尔地区、巴勒斯坦以及中国大陆的西藏等地，目前尚未由人工引种栽培。